# Antonio Muratore
Antonio Muratore (Canicattì, 22 maggio 1927 – Guidonia Montecelio, 11 gennaio 2023) è stato un politico italiano.

## Biografia
Originario di Canicattì, veterinario, si trasferì da giovane a Guidonia Montecelio. Esponente del Partito Socialista Italiano, fu assessore provinciale a Roma e poi assessore regionale nel Lazio . 
Senatore della Repubblica per tre legislature (dal 1983 al 1994), ricoprì il ruolo di sottosegretario di Stato al Turismo e Spettacolo in tutti i quattro governi che si succedettero nella X legislatura (1987-1992).
Fu di Guidonia Montecelio dal 1965 al 1966 e dal 1980 al 1983. 
Dal 2005 al 2009 fu presidente del Consiglio comunale a Guidonia Montecelio.
Morì a Guidonia, all'età di 95 anni, all'alba del 11 gennaio 2023.